# 河野真歩
河野 真歩（かわの まほ、1996年5月4日 - ）は、大分放送（OBS）のアナウンサー。

## 人物
大分県大分市出身。
大分高等学校、大分県立芸術文化短期大学情報コミュニケーション学科心理学専攻。入学後、交換留学生としてカリフォルニア大学に語学留学。その後、高知大学人文学部人間文化学科を卒業。卒業研究の一環で東日本大震災で被災した仙台平野や三陸海岸沿岸をまわり、津波被災者へのヒアリング調査を行った。2019年高知放送に入社し、2021年3月退職。2021年4月、大分放送に中途入社。
高校時代には第38回全国高等学校総合文化祭に大分県代表として出場。アナウンス部門では、優秀賞 最高賞に輝くなどの実績を持つ。その他の部門でも放送部門の1位である「文部科学大臣賞」を大分県のチームとして受賞。
短大時代の2016年6月から2年間大分市観光キャンペーンレディを務め、中国・武漢で観光客誘致のPRを行ったほか、イベントの司会業務や、知事・市長への表敬訪問を行った。大学在籍時代には「ミス高知大学2017」に出場し、グランプリを獲得。学生時代には、高知さんさんテレビのキャスター・リポーターとして活動。
2021年5月、大学時代の卒業研究をまとめた『複線径路等至性アプローチによる東日本大震災時の避難径路分析』（Analysis for Trajectory of Evacuation in the Great East Japan Earthquake by Trajectory Equifinality Approach）を執筆。社会情報学の学会論文として発表した。
趣味は、ご当地ソフトクリーム巡り、道の駅巡り、映画・ドラマ鑑賞、空手、写真撮影。ニックネームはまほるん。

## 現在の担当・出演番組

### ラジオ
- OBSニュース
- 私の作文[5]
- えとう窓口のエンジン全開！

### テレビ
- OBSニュース
- かぼすタイム[5]
- OBSイブニングプラス[5]

## 過去の担当・出演番組

### テレビ（高知放送）
- eye+スーパー - 水曜「プロ技おうちシェフ[3]」、隔週木曜「お宝発見！まちどうが[3]」、不定期でニュース

### ラジオ（高知放送）
- 歌のない歌謡曲[3] - 月曜～金曜担当
- モーニングシャワー - 月曜～金曜担当
- 朝の話題 - 月曜～金曜担当

### ラジオ（大分放送）
- 情熱ライブ!Voice[1] - 金曜（2021年4月2日 - 2022年3月25日）
- まほパラ ～まほろばパラダイス～ （2022年9月 - 2023年3月、木曜21:00 - 21:30）